# Кобелев (фамилия)
Кобелев — русская фамилия, образованная от отчества нецерковного мужского имени Кобель. В древности оно скорее всего имело положительное зооморфное значение и не несло в себе негативного смысла. Вероятно, в связи с этим, со временем ударение в фамилии сместилось на первый слог. 
Личное имя упоминается с XV—XVI веков, например Наумка Кобель (1524 год, Двинский уезд), помещик Кобель Агламазов середины XVI века, Карп Кобель Лавреньтьев сын, 1595 год и многие другие. Фамилия встречается с XV века, например Никифор Кобелев, дьяк великого князя Ивана III.
В русских говорах слово «кобельё» имело бранный оттенок по отношению к людям, так как означало собак-самцов. Однако в настоящее время в русском языке слово «кобель» не несёт в себе отрицательной коннотации сохраняя терминологическое значение самца собаки.